# Paul Lamatsch
Paul Lamatsch (29. března 1897, Těšín – ? po r. 1982) byl německý politik, působící v Československu. Byl reprezentantem německého nacionalismu a protičeskoslovenského iredentismu.
Byl členem DNSAP, NSDAP a SS. Roku 1940 dosáhl hodnosti SS-Obersturmbannführer.
V letech 1928–1933 vydával Českém Těšíně časopis Der Weg.